# Hipercarga débil
En la física de partículas, la hipercarga débil (YW) es una magnitud física asociada a la interacción electrodébil. Numéricamente resulta igual a la carga eléctrica menos el isoespín débil (o en algunas convenciones, el doble de la diferencia):

{\displaystyle Y_{W}=2(Q-T_{z})}

 o 

{\displaystyle Y_{W}=(Q-T_{z})}

aunque la primera definición es la más usada, donde:
{\displaystyle Q\;}, es la carga eléctrica de la partícula dividida de la carga eléctrica del protón (la conservación de esa magnitud esá asociada a la simetría interna U(1) del lagrangiano del campo electromagnético).
{\displaystyle T_{z}\;} es el isoespín débil (la conservación de esta magnitud está asociada a la simetría interna SU(2) de isoespín).
La hipercarga débil es una magnitud escalar asociada al generador al subgrupo U(1) del grupo de gauge U(1)xSU(2) del modelo electrodébil. En todo proceso físico electrodébil invariante bajo la simetría abstracta interna U(1) la hipercarga se conserva.